# فدریکو وایرو
فدریکو وایرو (اسپانیایی: Federico Vairo‎; ۲۷ ژانویهٔ ۱۹۳۰ – ۷ دسامبر ۲۰۱۰) بازیکن فوتبال اهل آرژانتین بود.
از باشگاه‌هایی که در آن بازی کرده‌است می‌توان به باشگاه ورزشی دیپورتیوو کالی، باشگاه فوتبال ریور پلاته، و باشگاه فوتبال روساریو سنترال اشاره کرد.
وی همچنین در تیم ملی فوتبال آرژانتین بازی کرده‌است.